# Un tesoro en el cielo
Un tesoro en el cielo és una pel·lícula espanyola de 1957 dirigida pel català Miquel Iglesias i Bonns, una comèdia dramàtica a l'estil de Frank Capra que exposa un problema moral disfressat de problema religiós, i en la que la censura va obligar a modificar el final.

## Sinopsi
Un empresari promet desprendre's de la seva fortuna si la seva esposa sobreviu en un part complicat. Un cop passa tot, la seva dona i els seus parents l'inciten a no complir la seva promesa, però aleshores comencen a passar-li coses estranyes que interpreta com a senyals divines i un estrany l'ajuda a sortir de la situació.

## Premis
El 1957 Albert Closas i Lluró va obtenir el Fotogramas de Plata al millor intèrpret de cinema espanyol.